# Victor A. Hidalgo Justo
Victor A. Hidalgo Justo (* 6. Oktober 1927; vor oder am 18. August 2021) war ein dominikanischer Politiker, Diplomat und Universitätsprofessor.

## Leben
Er machte einen Abschluss in Pharmazie und Chemie sowie ein Lizentiat in Philosophie. Vom 7. Januar 1966 bis ins Jahr 1967 war er Minister für Bildung und Kultur in einer der Regierungen von Joaquín Balaguer. Zwischen 1967 und 1968 war er danach kurzzeitig Berater von Joaquín Balaguer. Von 1968 bis 1969 wurde er darauf Generaldirektor für Post und Telekommunikation. Von 1969 bis 1971 im Amt des Staatssekretärs im Ministerium für Industrie und Handel tätig, wechselte er danach zu den Telekommunikationsbetrieben, deren Generaldirektor er von 1973 bis 1978 war. Vom 11. Dezember 2000 bis 15. Dezember 2003 war er schließlich Botschafter beim Heiligen Stuhl in Rom.